# بيل تشن (عازفة بيانو)
بيل تشن (بالإنجليزية: Belle Chen)‏ هي عازفة بيانو أسترالية، ولدت في 17 أغسطس 1988.

## وصلات خارجية
- بيل تشن على موقع ميوزك برينز (الإنجليزية)
- بيل تشن على موقع ديسكوغز (الإنجليزية)